# Richard Zambrano
Luis Richard Zambrano Chávez (* 10. Mai 1967 in Laja) ist ein ehemaliger chilenischer Fußballspieler. Der Stürmer bestritt zwei Länderspiele für die Nationalmannschaft und wurde auf Vereinsebene mit dem CSD Colo-Colo chilenischer Meister.

## Karriere

### Verein
Zambrano begann seine Karriere 1986 beim Amateurverein Deportes Laja und kam 1988 zu Fernández Vial in die Primera División. Durch seine guten Leistungen wurde Unión Española auf den Offensivakteur aufmerksam und so wechselte Zambrano 1990 zum Ligarivalen. 1991 wurde er vom FC St. Gallen als Nachfolger für Iván Zamorano präsentiert. Sein Start dort verlief verheißungsvoll, doch Zambrano kämpfte mit schwankenden Leistungen. Unter Trainer Kurt Jara wurde er oft nur eingewechselt oder saß als überschüssiger Ausländer teils auf der Tribüne. Unter Heinz Bigler blühte der Chilene wieder auf, doch nach einer schwachen Finalrunde 1991/92 der gesamten Mannschaft trennten sich Trainer und Verein. Auch Zambrano verließ den Klub aus der Ostschweiz.
Nach seiner Zeit in Europa kehrte Zambrano nach Südamerika zurück und spielte für CF Universidad de Chile. Nach einem Jahr wechselte er zum mexikanischen Verein Santos Laguna, bei dem seine Landsleute Lizardo Garrido und Rubén Martínez ebenfalls unter Vertrag standen. Mitte des Jahres 1994 wurde Zambrano an den kolumbianischen Klub Deportivo Cali verliehen. Er kehrte nach Mexiko zurück, lief dann aber an der Seite von Sturmpartner Emilio Butragueño für Atlético Celaya auf.
1997 wechselte Zambrano zum CSD Colo-Colo, mit dem er in der Clausura 1997 chilenischer Meister wurde. Doch schon 1998 spielte der Offensivakteur noch einmal in Mexiko und lief für die UNAM Pumas auf. Nach einer weiteren Station 2000 bei Audax Italiano in seiner Heimat, zog er sich das Trikot von Deportivo Italchacao aus Venezuela über. Zurück in Chile spielte Zambrano noch für Deportes Puerto Montt und Coquimbo Unido und ließ seine Profikarriere bei Fernández Vial ausklingen. 2006 beendete er diese im Alter von 39 Jahren.

### Nationalmannschaft
Richard Zambrano gab im November 1990 in der Nationalmannschaft sein Länderspieldebüt bei der Copa Expedito Teixeira gegen Brasilien. Nach über zwei Jahren ohne Spiel für die Nationalmannschaft wurde er im März 1993 wieder nominiert und auch in den Kader zur Copa América 1993 berufen. Beim zweiten Gruppenspiel gegen Brasilien wurde er zur zweiten Spielhälfte für Marco Antonio Figueroa eingewechselt und sorgte mit seinem Doppelpack für den 3:2-Erfolg. Sein letztes Länderspiel absolvierte Zambrano gegen Peru im dritten Gruppenspiel. Chile schied mit einem Sieg und zwei Niederlagen als Gruppenletzter aus.

## Erfolge
Colo-Colo
- Chilenischer Meister: 1997-C